# Антоніо Гарсіа Мартінес
Антоніо Гарсіа Мартінес  (англ. Antonio Garcia Martinez) — автор бестселерів, технічний підприємець, дописувач американської газети «New York Times». Колишній менеджер з продуктів у Facebook та кількісний аналітик «Goldman Sachs». Генеральний директор та засновник «AdGrok».

## Кар'єра
Мартінес вивчав фізику в Каліфорнійському університеті (Берклі). Отримавши диплом, працював у «Miami Herald Media Company» (1995–1995), аналітиком в компаніях «RAND» та «Applied Biosystems», а також в «Goldman Sachs» (вересень 2005 — березень 2008).
З квітня 2008 року працював на посаді наукового співробітника в компанії «Adchemy». [Архівовано 11 листопада 2014 у Wayback Machine.]
У травні 2010 року Мартінес заснував «AdGrok», рекламну платформу, підтримувану «Y Combinator» (провідний стартап-інкубатор Valley), котру продав вже через рік «Twitter» і почав працювати в Facebook директором Ad Exchange, ставши першим менеджером з таргетингової реклами. Співпраця з Facebook закінчилась у квітні 2013 року.
У 2016 році вийшла дебютна книга Мартінеса «Chaos Monkeys: Obscene Fortune and Random Failure in Silicon Valley» (укр. «Хаос у Кремнієвій долині», «Стартапи, що зламали систему»), HarperCollins, яка є його автобіографією. Мемуари визнані кращими за версією «New York Times» та кращою книгою року NPR. Твір Антоніо Гарсії Мартінеса також з'явився в «Vanity Fair», «The Guardian» та «The Washington Post». Українською мовою книга перекладена та опублікована видавництвом «Наш Формат» у 2018 році.
Наразі Гарсіа мешкає на острові Оркас, штат Вашингтон, США. Проводить багато часу, плаваючи на вітрильнику водами архіпелагу Сан-Хуан.

## «Хаос у Кремнієвій долині»
У книзі Мартінес піднімає тему «мавпячого хаосу» — дефініції, що є широко вживаною в Кремнієвій долині та застосовується для виявлення системних проблем на ранньому етапі. «Мавпи» — це спеціальні програми, що заважають нормальній роботі комп’ютерних систем, одночасно, перевіряють їх стабільність.
Автор показує працівників Кремнієвої долини не як інтелектуалів, а з дещо несподіваного боку. Використавши власний життєвий досвід, Антоніо Гарсіа Мартінес вважає, що це місце — не що інше, як зоопарк для мавп, юних та багатообіцяючих технократів-бізнесменів, для яких не існує моралі. Венчурні фонди завжди готові забезпечити їх «бананами». 
Основою книги слугує історія запуску маркетингової платформи AdGrok, що генерує ключові слова та пошуковиків. Весь процес, від знаходження коштів на розробку ПО до формування лиця продукту на ринку. Стартап мав великий успіх, та був проданий Twitter за 5 мільйонів доларів.

## Переклад українською
- Антоніо Гарсіа Мартінес. Хаос у Кремнієвій долині. Стартапи, що зламали систему / пер. Анна Марховська. — К.: Наш Формат, 2018. — с. 528. — ISBN 978-617-7552-51-1.